# جاناتان پولارد
جاناتان پولارد (به انگلیسی: Jonathan Pollard) (زاده ۷ اوت ۱۹۵۴ در گالوستون) جاسوس یهودی و شهروندایالات متحده آمریکا که به جرم جاسوسی برای اسرائیل به حبس ابد محکوم شد و سی سال در ایالت کارولینای شمالی در زندان به سر برد. وی طرفداران زیادی در اسرائیل دارد. او تنها شهروند آمریکایی است که به خاطر جاسوسی برای یک کشور متحد آمریکا به حبس ابد محکوم شده است.

## جاسوسی

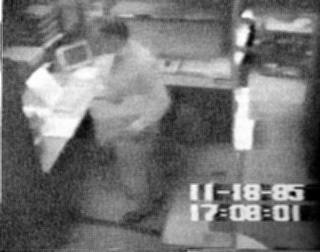
ویدئوفریم پولارد

جاناتان پولارد تحلیل گر غیر نظامی پنتاگون بود که روی اطلاعات نیروی دریایی ایالات متحده آمریکا کار میکرد و اسرار نظامی اتحاد جماهیر شوروی سوسیالیستی، پاکستان، سوریه، و لیبی که جامعه اطلاعاتی ایالات متحده آمریکا  در سال ۱۹۸۵ (میلادی) گردآوری کرده بود را توسط یک نظامی اسرائیلی به دولت اسرائیل در ازای دریافت پول و هدایای گرانبها فاش نمود. دولت اسرائیل ماهی دو هزار و پانصد دلار پول نقد، چند حلقه الماس (که با یکی از آن‌ها از دوست‌دخترش خواستگاری کرد) و هزینه هتل و رستوران پولارد را در ازای دریافت این اطلاعات پرداخت کرد. پولارد هر جمعه، اطلاعات را به صورت چاپ شده که در کیف قرار داده بود به سفارت اسرائیل در واشینگتن می‌برد و در یکی از موارد در ۲۳ ژانویه ۱۹۸۵، ۵ کیف حامل اطلاعات طبقه‌بندی‌شده را به سفارت اسرائیل تحویل داد.

## دستگیری
جاناتان پولارد در ۴ ژوئن ۱۹۸۶ گناهکار شناخته شد. وی در سال ۱۹۸۷ (میلادی) به حبس ابد با امکان آزادی مشروط محکوم و در ۴ مارس ۱۹۸۷ در سامانه اداره فدرالی زندان‌ها زندانی شد. او پس از دستگیری گفته بود: «اینکه آمریکا اطلاعات حساس را در اختیار متحد نزدیک خود نمی‌گذاشته، مایه ناامیدی او شده بود». پس از اینکه اداره تحقیقات فدرال (اف‌بی‌آی) پولارد را بازجویی کرد او و همسرش با خودرو به سمت سفارت اسرائیل در واشینگتن رفتند و درخواست پناهندگی کردند، اما درخواست آنها رد شد و به  دستور دولت وقت اسرائیل درب سفارت به روی او باز نشد.
دولت اسرائیل در آغاز، جاسوسی جاناتان پولارد را رد کرد و گفت او با مقام‌های خودسر در ارتباط بوده‌است. اما در سال ۱۹۹۵ (میلادی) به او تابعیت اسرائیلی داد با این حال تا سال ۱۹۹۸ (میلادی) خرید اطلاعات محرمانه از پولارد را نفی می‌کرد.
جاناتان پولارد در سال ۱۹۹۸ و در مصاحبه‌ای با آسوشیتد پرس گفت پولی که در قبال ارائه اطلاعات به اسرائیل گرفته بود برایش ارزش نداشته و به دلیل یهودی بودن و وفاداری به اسرائیل برای جاسوسی داوطلب شده است .او همچنین گفت: «اقداماتم هیچ نتیجه خوبی نداشت. می‌خواستم در آن واحد به دو کشور خدمت کنم اما این عملی نشد».

## آزادی
پس از آزادی مشروط از زندان، پولارد مجبور بود پابندی بپوشد که تحرکات او را تحت نظر داشت و در زمینه شغلی نیز محدودیت هایی برای وی در نظر گرفته شده بود . او اجازه خروج از کشور و صحبت با رسانه ها را نداشت و نمی توانست از نیویورک خارج شود.
موضوع زندانی بودن جاناتان پولارد سال‌ها بر روابط اسرائیل-آمریکا سایه انداخته بود. اسرائیل هموار با لابی‌گری در ایالات متحده به دنبال آزادسازی پولارد از زندان بود. اما این درخواست‌ها هرگز به نتیجه نرسیدند.
در نوامبر ۲۰۱۵ حکومت فدرال ایالات متحده آمریکا جاناتان پولارد را پس از ۳۰ سال آزاد کرد.
در تاریخ ۲۰ نوامبر ۲۰۲۰ این تلاش‌ها منجر به آزادی جاناتان و رفع ممنوع‌الخروجی او از خاک آمریکا انجامید. در برابر اتهامات تازه جاسوسی اسرائیل علیه آمریکا یکی از سران اطلاعاتی اسرائیل ماجرای پولارد را درسی برای اسرائیل دانسته که پس از آن اسرائیل هرگز به فکر جاسوسی علیه آمریکا نیافتاده است ادعایی که مقام‌های اطلاعاتی آمریکا آن را رد می‌کنند. پولارد به همراه همسرش در تاریخ ۳۰ دسامبر ۲۰۲۰ بایک هواپیمای اختصاصی متعلق به شلدون ادلسون (میلیاردر پشتیبان اسرائیل) به تل‌آویو در اسرائیل بازگشت و در بدو ورود خاک اسرائیل را بوسیده و گذرنامه اسرائیلی را از بنیامین نتانیاهو در مقابل پلکان هواپیما دریافت کرد و گفت مسروریم که بعد از 35 سال به خانه برگشتیم

## پیوند رسمی
- وبگاه رسمی